# The History of Toy
《The History of Toy》는 대한민국의 음악 그룹 토이가 발매한 베스트 음반이다. 그러나 이 앨범은 유희열 본인과는 전혀 관련없이 무단으로 제작된 앨범이다.

## 수록곡
1. 여전히 아름다운지
2. 바램
3. 거짓말 같은 시간
4. 구애
5. 스케치북
6. 고백
7. 우리는 어쩌면 만약에
8. 내가 너의 곁에
9. 스무살 너의 이야기
10. 혼자 있는 시간
11. 선물 Part II
12. 햇빛 비추는 날
13. 다시 시작하기
14. 내 마음속에